# Тройнянское сельское поселение
Тройнянское сельское поселение — муниципальное образование Бобровского района Воронежской области России.
Административный центр — село Тройня.

## Население
| 2000 | 2005 | 2010 | 2012 | 2013 | 2014 | 2015 | 2016 | 2017 |
| ---- | ---- | ---- | ---- | ---- | ---- | ---- | ---- | ---- |
| 460  | ↘414 | ↘301 | →301 | ↗312 | ↗314 | ↗328 | ↗344 | ↗349 |
| 2018 | 2019 | 2020 | 2021 |      |      |      |      |      |
| ↗359 | ↘352 | ↘349 | ↗350 |      |      |      |      |      |

## Административное деление
Состав поселения:
- село Тройня.